# Call of Juarez: The Cartel
Call of Juarez: The Cartel è un videogioco di tipo sparatutto in prima persona. Sviluppato da Techland e pubblicato da Ubisoft nel 2011 per Microsoft Windows, PlayStation 3 e Xbox 360, consiste nel terzo capitolo della serie Call of Juarez. A differenza dei precedenti due titoli, che si svolgevano nel vecchio West, questo è ambientato nel presente mantenendo però un tema che ricorda il West, sia nelle meccaniche di gioco che nell'ambientazione.

## Trama
Call of Juarez: The Cartel è ambientato nella Los Angeles moderna in cui si possono impersonare tre poliziotti: Kimberly Evans, affiliato all'FBI, Eddie Guerra, affiliato alla DEA, e Benjamin McCall, affiliato alla LAPD.
L'obiettivo principale del gioco è quello di uccidere un noto trafficante di droga di nome Juan Mendoza che ha un cartello di droga in Messico; per abbattere il cartello la squadra dovrà anche proteggere Jessica Stone, una testimone chiave per l'abbattimento del cartello messicano.

## Modalità di gioco
Sono presenti modalità di giocatore singolo e di multiplayer, quest'ultima molto rinnovata rispetto ai precedenti capitoli. Nella modalità multiplayer c'è anche una modalità Deathmatch a squadre dove si potrà scegliere se impersonare la legge o i fuorilegge in un massimo di 12 giocatori in 8 possibili scenari.

## Accoglienza
| Testata                            | Versione | Giudizio |
| ---------------------------------- | -------- | -------- |
| GameRankings (media al 30-01-2020) | PC       | 50.33%   |
| GameRankings (media al 30-01-2020) | X360     | 47.52%   |
| GameRankings (media al 30-01-2020) | PS3      | 45.94%   |
| Metacritic (media al 30-01-2020)   | PC       | 51/100   |
| Metacritic (media al 30-01-2020)   | X360     | 47/100   |
| Metacritic (media al 30-01-2020)   | PS3      | 45/100   |
| Edge                               | Tutte    | 4/10     |
| Multiplayer.it                     | PC       | 6.7/10   |
| Spaziogames                        | Tutte    | 5.5/10   |
| Play Generation                    | PS3      | 53/100   |

Call of Juarez: The Cartel ha ricevuto un'accoglienza perlopiù negativa. Nonostante la cosiddetta "nuova declinazione del genere western", e la modalità cooperativa a tre giocatori, il gioco si è presentato come un titolo ripetitivo, tecnicamente sottotono e persino alcuni momenti estremamente controversi. La rivista Play Generation ha dato alla versione per PlayStation 3 un punteggio di 53/100, apprezzando l'ambientazione intrigante e attuale e gli indiscutibili tocchi di originalità e come contro il fatto che fosse tecnicamente mediocre, in quanto la IA, i controlli e il feeling delle armi erano pessimi, finendo per trovarlo un passo indietro nettissimo per una serie che invece necessitava disperatamente un salto di qualità.